# 义宁大长公主
义宁大长公主（?—?），后唐公主，是中国五代十国后唐第一代皇帝庄宗李存勖的姑姑，李克用的妹妹，李国昌的第三女，嫁宋氏。同光三年十二月丙戌（926年1月14日），唐庄宗册封她为义宁大长公主。唐庄宗也有个女儿封为义宁公主，也嫁给了宋姓人家。